# 비도이섬
비도이섬(페로어: Viðoy, 덴마크어: Viderø 비데뢰[*])은 페로 제도의 섬 중 하나이다.